# نيتا بارزيلاي
نيتا بارزيلاي (بالعبرية: נטע ברזילי) هي مغنية إسرائيلية ولدت في يوم 22 يناير 1993 في مدينة هود هشارون في إسرائيل، في سنة 2018 فازت بنسخة 2018 من مسابقة الأغنية الأوروبية وحازت أغنيتها توي على المركز الأول وأصبحت رابع متسابق من إسرائيل تفوز بهذه الجائزة.

## روابط خارجية
- نيتا بارزيلاي على موقع IMDb (الإنجليزية)
- نيتا بارزيلاي على موقع روتن توميتوز (الإنجليزية)
- نيتا بارزيلاي على موقع ميوزك برينز (الإنجليزية)
- نيتا بارزيلاي على موقع أول ميوزيك (الإنجليزية)
- نيتا بارزيلاي على موقع ديسكوغز (الإنجليزية)
- نيتا بارزيلاي على موقع قاعدة بيانات الفيلم (الإنجليزية)